# جورج لامبرت (سياسي)
جورج لامبرت (بالإنجليزية: George Lambert)‏ هو سياسي أمريكي، ولد في 4 سبتمبر 1968 في سانفورد في الولايات المتحدة. حزبياً، نشط في الحزب الجمهوري.